# 马克西莫·戈梅斯
马西莫·戈麦斯·伊·巴埃斯（西班牙語：Máximo Gómez y Báez；1836年11月18日—1905年6月17日），古巴军事家，曾在十年战争和古巴独立战争中扮演重要角色。

## 早年生活
1836年11月18日生于多米尼加。1852年参加过多米尼加反西班牙殖民统治的起义。1855年，加入西班牙军队，参与反对海地皇帝福斯坦·苏鲁克入侵多米尼加的作战，后晋升为少校。1866年随西班牙军到古巴，次年因作战失利逃亡，在当地务农。

## 古巴独立战争
1868年古巴爆发第一次独立战争时，他加入义军，任中士。由于作战勇敢，功勋卓著，很快晋升副司令，1870年成为总司令兼陆军部长。
戈麦斯是一位杰出的战略家，他成功地组织和指挥了数百次对殖民军的战斗。1874年1月，他与马塞奥－格拉哈莱斯率义军向西挺进，在拉斯瓜西马斯之战中以1300人击败殖民军3000人。进入拉斯维利亚斯省后，西进计划因保守派阻挠而失败，陷入消极防御的被动地位。1877年初，西班牙派阿尔塞尼奥·马丁内斯·坎波斯率2万5千名援军前往古巴，在当地保王势力支持下对起义军发起强大攻势，并以政治收买等手段分化革命队伍。义军接连受挫，被迫于1878年2月同坎波斯签订《桑洪条约》，他与马塞奥等人为代表的激进派因拒绝接受该条约，而流亡牙买加和中美，1884年前往美国。
在美国，戈麦斯与何塞·马蒂等人共同策划，准备发动第二次古巴独立战争。并于1895年3月25日共同发表了反西班牙殖民统治的《蒙特克里斯蒂宣言》。4月11日，他们在古巴奥连特省的普拉塞塔斯登陆，与马塞奥、马蒂－佩雷斯等人着手重组军队，9月，古巴宣布独立，成立共和国临时政府，他出任革命军总司令。
为摧毁殖民统治，解放古巴全岛，10月22日，戈麦斯与副司令马塞奥率1千余名义军从巴拉瓜出发，向政治经济重心西部地区挺进。他们采取避强击弱、灵活机动战术，出其不意地打击敌人，于1896年1月22日抵达古巴岛西端的曼图亚。此次著名的“突进作战”历时3个月，义军行程2，360公里，作战27次，以4千余兵力打败装备精良的11万殖民军，创造了战争史上以少胜多的奇迹，成为独立战争的转折点。
1896年2月，西班牙派瓦莱利亚诺·维勒-尼古拉出任古巴都督，并派兵5万围剿拉斯维利亚斯起义军大本营。12月7日，马塞奥阵亡。义军在戈麦斯领导下坚持游击战，最终取得反“围剿”的胜利。西班牙当局被迫召回魏勒尔，于1897年11月25日宣布古巴自治。之后，义军以“不独立不生还”的誓言坚持斗争，1898年初兵力增至5万余人，解放了全国2/3国土，西班牙殖民统治开始土崩瓦解。
战争开始时，戈麦斯本希望通过游击活动促使美国出兵支援，结果适得其反。美国为取代西班牙控制古巴，于同年4月出兵古巴，导致“美西战争”爆发。西班牙殖民军被古巴义军和美军彻底击败。12月10日，美、西两国在巴黎签订和约，西班牙放弃对古巴的主权，由美国实行占领。古巴独立战争由于得到人民群众的广泛支持和采取机动灵活的游击战术，终于推翻了西班牙在古巴400年的殖民统治。

## 独立后生活
1902年5月，古巴正式独立。此时，他极有可能当选总统，但他已心灰意冷，不愿从政。而且，在古巴生活了40年之后，他仍然觉得自己是多米尼加人，不应该成为古巴的民族领袖。1905年6月17日在哈瓦那去世，享年68岁，葬于哈瓦那科隆公墓。

## 纪念
- 古巴革命武装力量的教育机构马克西莫·戈麦斯指挥学院以他命名
- 戈麦斯的肖像被描绘在古巴10比索钞票上
- 多米尼加圣多明各市的一条大道以他的名字命名
- 在他的家乡多米尼加城市巴尼，有一所中学以他的名字命名[1][2]